# El Colorado (Argentinien)
El Colorado ist eine Gemeinde im Departamento Pirané in der Provinz Formosa im Norden Argentiniens. Sie liegt 400 Kilometer von der Provinzhauptstadt Formosa entfernt und nur wenige Kilometer von der Grenze zur Provinz Chaco. In der Klassifikation der Gemeinden der Provinz gehört sie zu den Gemeinden (Municipio) der 2. Kategorie.

## Geschichte
El Colorado ist eine ehemalige Reduktion der Matacos. Das Gründungsdatum des Ortes ist der 11. Februar 1936.

## Persönlichkeiten
- Jorge González (1966–2010), Profiwrestler und Profibasketballer
- Hugo Ibarra (* 1974), Fußballspieler